# Elizabeth Dennis
Pour les articles homonymes, voir Dennis.
Elizabeth Salisbury Dennis, née le 10 décembre 1943 à Sydney, est une biologiste australienne spécialiste de la biologie moléculaire des plantes. Elle est actuellement directrice de recherche au département des plantes du CSIRO, l'organisme gouvernemental australien pour la recherche scientifique.

## Biographie

### Enfance et éducation
Elizabeth Salisbury Dennis, connue sous le nom de Liz Dennis, est née à Sydney en Australie, le 10 décembre 1943. Pendant ses années d'école, elle découvre la vie de Marie Curie et décide de devenir scientifique. Elle obtient un baccalauréat ès sciences en chimie et biochimie à l'Université de Sydney en 1964. Elle s'est concentrée sur la réplication de l'ADN chez les bactéries lors de son doctorat intitulé "Studies on the Bacillus subtilis genome" qu'elle a soutenu en 1968.

### Carrière
Dennis étudie ensuite la réplication de l'ADN mitochondrial de la levure pendant ses années post-doctorales dans le laboratoire du Dr Julius Marmur à l'Université Yeshiva de New York entre 1968 et 1970.
Elle passe ensuite quatre ans en Papouasie-Nouvelle-Guinée où elle devient maîtresse de conférences en microbiologie et biochimie entre 1970 et 1972 et maîtresse de conférences en biochimie entre 1974 et 1976. À cette époque, elle étudie les chromosomes et l'ADN des rongeurs indigènes et rédige un guide sur les rongeurs de Papouasie-Nouvelle-Guinée avec Jim Menzies, zoologiste avec qui elle travaille. En 1972, elle est nommée chercheuse scientifique au département de l'industrie végétale du CSIRO à Canberra. En 1991, elle est promue au grade de chercheuse scientifique en cheffe et en 2001, elle obtient une bourse du CSIRO.
Parallèlement, elle a la chance de visiter le département de biochimie de l'université de Stanford grâce à une bourse Fulbright et travaille dans le laboratoire du prix Nobel Paul Berg entre 1982 et 1983. Elle visite également l'Université nationale australienne en 1991 et y devient professeur adjointe entre 1992 et 1998.

## Recherches
Très intéressée par l'expression et la régulation des gènes végétaux, la professeure Elizabeth Dennis a étudié le développement des plantes à l'aide d'approches moléculaires et a participé à la cartographie des génomes végétaux.

### Réponse des plantes à l'hypoxie
Ses premiers travaux dans le domaine des plantes sont consacrés aux réponses moléculaires des plantes à l'hypoxie et à l'engorgement, c'est-à-dire quels gènes sont activés par de faibles niveaux d'oxygène. Avec ses collaborateurs, elle clone le gène codant pour l'enzyme alcool déshydrogénase, et identifie les motifs régulateurs contrôlant son expression en réponse au manque d'oxygène, . Elle a également participé à la recherche montrant que toutes les plantes contiennent de l'hémoglobine et que cette molécule protège la plante contre le stress de privation d'oxygène,

### Floraison des plantes
Comprendre comment la floraison est régulée chez les plantes est un autre domaine de recherche qu'elle a abordé. Son équipe a travaillé sur des gènes qui répriment la floraison (Flowering Locus C et Flowering Locus F) et a montré que leur effet est régulé par la vernalisation. Ils ont également observé qu'une réduction de la méthylation de l'ADN joue un rôle important dans cette réponse au froid,,,,,,

### Bases moléculaires de l'hétérosis
Ses travaux les plus récents sont consacrés à la compréhension du phénomène d'hétérosis ou vigueur hybride, c'est-à-dire l'augmentation de la biomasse des hybrides par rapport à leurs parents. Les facteurs impliqués dans cette régulation sont les petites molécules d'ARN (ARNs), la méthylation de l'ADN et la modification des histones, .

## Récompenses et honneurs
- 1982 : Bourse Fulbright[19]
- 1987 : Membre de l'Académie australienne des sciences technologiques et de l'ingénierie[19]
- 1988 : Médaille Pharmacia LKB / Biotechnologie de la Société biochimique australienne[19]
- 1995 : Membre de l'Académie australienne des sciences [20]
- 1997 : Prix Avon Spirit of Achievement [19]
- 1998 : Médaille Lemberg de la Société australienne de biochimie et de biologie moléculaire, 1998 [21]
- 2000 : Prix scientifique du Premier ministre [19]
- 2002 : Membre de l'Association américaine pour l'avancement des sciences, 2002 [19]
- 2014 : Médaille Farrer Memorial Trust
- 2019 : Compagnon de l'Ordre d'Australie [22]
- 2021 : Membre de l'Académie nationale des sciences des États-Unis[23].
- 2022 : Médaille et conférence Ruby Payne-Scott décernées par l'Académie australienne des sciences, 2022 [24],[25],[26],[27]

### Passé
- Présidente du projet multinational sur le génome d'Arabidopsis
- Présidente de la Société australienne de biochimie et de biologie moléculaire (1992–94) [19]
- Directrice de la Société internationale de biologie moléculaire des plantes de 1990 à 1993 [19]